# Nazif Mujić
Nazif Mujić (10 de noviembre de 1970 – 18 de febrero de 2018) fue un actor bosnio, conocido por su premiada actuación en el documental An Episode in the Life of an Iron Picker. Actuó como recolector de chatarra en Bosnia y Herzegovina junto con su familia en la película.

## Biografía
Mujic ganó el Oso de Plata a la mejor interpretación masculina en el Festival de Berlín en 2013 por su actuación en La mujer del chatarrero, haciendo de sí mismo. En 2014, Nazif también pidió asilo para él y su familia en Berlín desde Bosnia y Herzegovina, ya que fue discriminado continuamente en Bosnia y Herzegovina por ser gitano. El 18 de febrero de 2018, murió a los 47 años en Bosnia en su casa. Los informes afirmaron que la causa de su muerte se debió a una enfermedad y a una crisis financiera que prevaleció en su familia, pero no se reveló el verdadero motivo.

## Tragedia
A pesar de su éxito como actor, no tuvo éxito en su vida personal y tuvo que vender su Oso de Plata para afrontar los problemas económicos que aquejaban a su familia. Se vio obligado a vender su premio, valorado en 4.000 €, para alimentar a sus hijos.
Después de un terrible descenso a la extrema pobreza, murió como resultado del estrés mental cuando tenía 47 años.